# Palpimanus schmitzi
Palpimanus schmitzi is een spinnensoort uit de familie Palpimanidae. De soort komt voor in Syrië en Israël.